# Daniel Bengtsson
Nils Daniel Bengtsson, född 1 mars 2008, är en svensk fotbollsspelare (anfallare/ytter) som representerar Gais.

## Biografi
Bengtsson började sin seniorkarriär i Skärhamns IK redan 2022, då han som 14-åring spelade i två matcher för A-laget i division IV Bohuslän/Dalsland. Säsongerna 2023 och 2024 var han ordinarie, och öste in mål för Skärhamn i division IV. Efter sammanlagt 29 mål på 43 matcher för bohusklubben värvades han i januari 2025 av allsvenska Gais, för vilka han skrev på ett lärlingskontrakt över 2027. Bengtsson valde enligt uppgift Gais trots intresse från både IFK Göteborg och BK Häcken. Han tävlingsdebuterade för klubben i Svenska cupens gruppspel, där han blev inbytt i en 4–1-seger mot Örebro SK i februari 2025. Hans allsvenska debut kom i juni samma år, då han blev inbytt i Gais 3–1-seger borta mot BK Häcken.